# George Marshall (général)
Pour les articles homonymes, voir George Marshall et Marshall.
George Catlett Marshall, Jr. né le 31 décembre 1880 à Uniontown et mort le 16 octobre 1959 à Washington, est un General of the Army américain au cours de la Seconde Guerre mondiale, et fut l'un des principaux conseillers et stratèges du président Roosevelt pour la conduite du conflit.
Après la Seconde Guerre mondiale, George Marshall est chargé de mettre fin à la guerre civile chinoise avec la mission Marshall puis est à l'origine d'un projet auquel il laisse son nom : le plan Marshall, visant à apporter une aide économique à l'Europe.

## Jeunes années
George Marshall naît à Uniontown (Pennsylvanie, États-Unis) le 31 décembre 1880. C'est le plus jeune des trois enfants de la famille Marshall après Stuart (1875-1956) et Marie (1876-1962).
Contrairement à la majorité des grands officiers américains, George Marshall n’intègre pas l'Académie militaire de West Point : les problèmes financiers de sa famille et ses capacités physiques limitées le dirigent vers la VMI (Virginia Military Institute).
George entre à la VMI le 1er septembre 1897 pour en ressortir diplômé en 1901 avec le grade de 1er capitaine des cadets. Choisissant une carrière militaire dans l'US Army (il est le seul de sa promotion à s’engager dans cette voie), il reçoit son affectation en tant que 2d lieutenant au 30e régiment d’infanterie stationné aux Philippines.
Avant de rejoindre son unité, il épouse Elizabeth Coles le 11 février 1902 à Lexington.

## Jeune officier
Il reste aux Philippines de mai 1902 à novembre 1903 puis rejoint Fort Reno (Oklahoma, États-Unis) pour servir successivement en tant qu’officier-ingénieur, officier d’ordonnance, officier d'intendance (Quartermaster) et officier-commissaire.
En 1906, il reprend ses études à l’école de cavalerie et d’infanterie de Fort Leavenworth (Kansas, États-Unis) d'où il sort 1er en 1907 et est promu 1er lieutenant. Ces excellents résultats lui permettent d'être sélectionné pour l'année 1908 dans l'Army Staff College (école d’officier) où il reste pour exercer en qualité d'enseignant jusqu'en 1911.
À partir de janvier 1911, Marshall est successivement affecté aux 24e (New York), 4e (Manille, Philippines) régiments d'infanterie, puis au 13e (Californie, puis New York) au poste d'aide de camp du général de division J. Franklin Bell de mai 1916 à juin 1917.

## Première Guerre mondiale
Marshall est promu au grade de capitaine en juin 1917 et rejoint l'AEF (American Expeditionary Force) en France.
L'année 1918 est pour lui l'occasion de se faire remarquer par son sens élevé de la tactique qui lui vaut des éloges pour les résultats obtenus lors des offensives de Cantigny, Aisne-Marne, St. Mihiel et Meuse-Argonne.
Repéré par le général John Pershing, ce dernier en fait son aide de camp et le promeut au grade de major (juillet 1920) et lieutenant-colonel (août 1923).

## Entre-deux-guerres
De 1924 à septembre 1927, Marshall est affecté en Chine à la tête du 15e d'infanterie (en) à Tianjin. Il termine l'année 1927 par un poste d'instructeur à l'Army War College (en) de Washington.
Cette même année, son épouse Elizabeth Coles meurt le 15 septembre.
Durant les cinq années qui suivent, il est l'assistant du commandant de l'école d'infanterie de Fort Benning, dans l'État de Géorgie.
En 1930, il se remarie avec Katherine Tupper Brown (1882-1978).
Il est nommé en 1933 commandant du 8e régiment d'infanterie à Fort Screven (État de Georgie) puis du CCC (Civilian Conservation Corps) à Fort Moultrie où il obtient le grade de colonel en septembre.
De 1933 à 1936, Marshall est instructeur à la 33e division de la garde nationale à Chicago.
En octobre 1936, il est nommé brigadier-général (général de brigade) et commandant à la 5e brigade de Vancouver (État de Washington) jusqu'en 1938.
En août 1938, Marshall rejoint en qualité d'assistant l'état-major de stratégie militaire (Chief of Staff). Ce poste l'amène naturellement à rencontrer régulièrement le président Franklin Roosevelt et son administration. Il fait très bonne impression et Roosevelt le nomme chef d'état-major de l'armée de terre en septembre 1939 avec le grade de Major General.

## Seconde Guerre mondiale

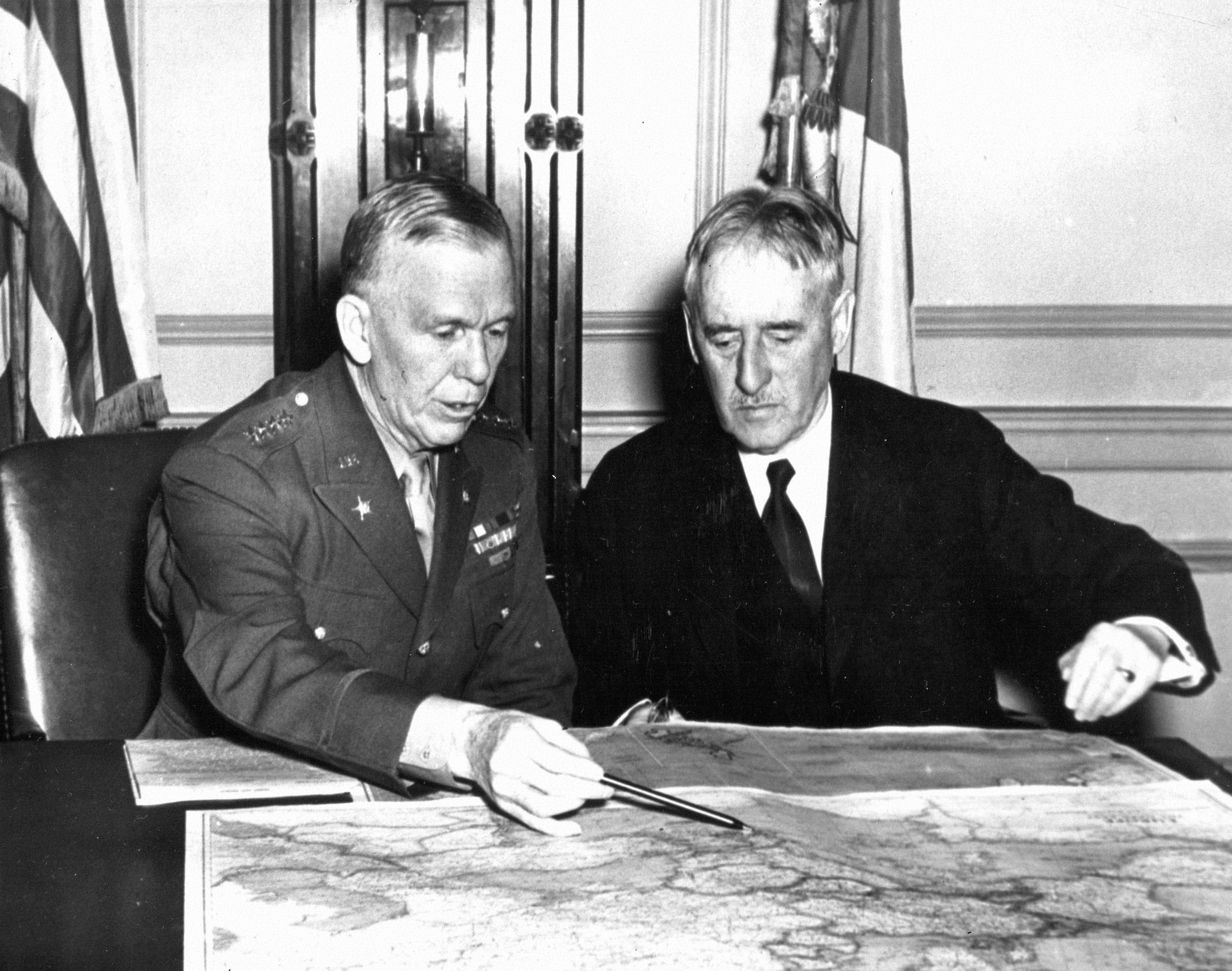
George Marshall avec le secrétaire à la Guerre Henry Lewis Stimson en 1942.

De 1941 à la fin de la guerre, il participe à toutes les conférences interalliées en qualité de conseiller privilégié de Roosevelt.
Dirigeant les forces armées américaines engagées en Europe, il s’oppose en 1942 au débarquement en Afrique du Nord, réorganise l'Air Force et planifie le débarquement de Normandie. Il est très déçu de ne pas recevoir le commandement du D-Day mais Roosevelt explique qu'il ne peut se passer de son conseiller.
Plus tard, Winston Churchill déclare au sujet de Marshall qu'il est « l'organisateur de la victoire ».
En décembre 1944, Marshall est nommé General of the Army, tout comme sont élevés au rang d'officier cinq étoiles les trois autres conseillers de Roosevelt William Leahy (Fleet Admiral), Ernest King (Fleet Admiral) et Henry Harley Arnold (General of the Army) et les principaux commandants en chef des opérations Dwight D. Eisenhower (General of the Army), Douglas MacArthur (General of the Army) et Chester Nimitz (Fleet Admiral). En raison de son poste de chef d'état-major de l'armée de terre des États-Unis, et pour des raisons protocolaires, il est le premier à être promu General of the Army.

## Après-guerre

### Rôle diplomatique
À peine le second conflit mondial est-il terminé que Marshall, à la demande d'Harry S. Truman, part pour la Chine (novembre 1945) en tant qu'ambassadeur et représentant personnel du président des États-Unis.
En 1947, il devient secrétaire d'État et se retire du service actif aux armées. Sa nouvelle fonction lui permet de s'atteler à la réalisation du programme ERP (European Recovery Program), désormais connu sous le nom de « plan Marshall », qui permet d'injecter, dans un premier temps, plus de cinq milliards de dollars dans l'aide à la reconstruction européenne.
Au Proche-Orient, il se signale par des positions hostiles à la création de l'État d'Israël, allant jusqu'à faire demander au Conseil de sécurité de l’ONU de surseoir à l’exécution de la résolution du 29 novembre 1947.
Malade, il démissionne de son poste en 1949.

### Dernières fonctions
En 1948, il succède au général Pershing à la tête de l'American Battle Monuments Commission.
En septembre 1950, Marshall accepte le rôle de secrétaire à la Défense qu'il quitte en septembre 1951, conseille l'ONU dans sa gestion de la guerre de Corée et devient président de la Croix-Rouge américaine.

### Hommages
Il reçoit le prix Nobel de la paix en décembre 1953 (il est à ce titre le premier chef militaire à recevoir ce prix, comme il fut le premier chef militaire à accéder à la fonction de secrétaire d'État des États-Unis). En 1959, il est lauréat du prix international Charlemagne. George Marshall meurt le 16 octobre 1959 à l'hôpital Walter Reed de Washington.

## Décorations

### Armée américaine
- Distinguished Service Medal
- Silver Star
- Philippine Campaign Medal
- Médaille interalliée 1914-1918
- Army of Occupation of Germany Medal
- American Defense Service Medal
- American Campaign Medal
- World War II Victory Medal
- National Defense Service Medal

### Décorations civiles
- Prix Nobel de la paix
- Prix international Charlemagne d'Aix-la-Chapelle

## Culture populaire
- Le général Marshall est incarné par Harve Presnell dans le film Il faut sauver le soldat Ryan